# Racquel Darrian
Racquel Darrian (Hutchinson, Kansas; 21 de julio de 1968) es una ex-actriz pornográfica estadounidense.
Su verdadero nombre es Kelly Jackson y nació en Hutchinson, Kansas, Racquel se mudó a California con su familia cuando tenía siete años. Empezó su carrera como modelo de desnudos con sesiones de fotos lésbicas. Cuando pasó a las películas pornográficas, en un principio sólo realizaba escenas de sexo con chicas. Cuando las ofertas aumentaron para que comenzase a rodar escenas heterosexuales, empezó a trabajar con Derrick Lane (cuyo nombre verdadero es Bradley Gerig, y con quien se casó en 1994). Racquel firmó un contrato exclusivo con la productora Vivid Video. Al final, cansada de trabajar solamente con Derrick Lane, decidió trabajar con otros hombres. Finalmente, Racquel y Derrick se divorciaron.
Tiene una hija, Brooke, nacida en junio de 1997. Algunas veces Racquel Darrian ha recibido el apodo de diosa morena del porno y su más célebre atributo es su hermoso trasero. Rodó cerca de 100 películas pornográficas desde su primera escena en Warm Bodies, Hot Nights en 1988 hasta su última película, Kink (también conocida como Girlfriend), en 1999.
Racquel ha aparecido en revistas como Penthouse y Playboy. Fue Penthouse Pet del mes de octubre de 1990 y en 1996 apareció en el pictorial Strippers de Playboy.
Racquel ha aparecido también en numerosos escenas de solo, escenas lésbicas, heterosexuales y de sexo en grupo y en reportajes en la revista Velvet entre 1990 y 2002 (inclusive por lo menos 20 apariciones en la portada) incluyendo varias apariciones en páginas centrales y pósteres, así como una sección llamada Dear Racquel (querida Racquel) en la que los fanes le escribían cartas a las que contestaba.
Hoy en día reside en Las Vegas y trabaja como bailarina en un club de estriptis.

## Premios
- AVN Hall of Fame
- AVN Best Tease Performance 1993(Mejor Escena de Excitación al Espectador) por Bonnie and Clyde